# Championnats du monde de BMX 2019
Navigation
Édition précédente Édition suivante
Les championnats du monde de BMX 2019, vingt-quatrième édition des championnats du monde de BMX organisés par l'Union cycliste internationale, ont lieu du 24 au 27 juillet 2019 à Heusden-Zolder, en Belgique.

## Podiums
| Épreuves            | Or                  | Argent           | Bronze             |
| ------------------- | ------------------- | ---------------- | ------------------ |
| Épreuves masculines |                     |                  |                    |
| Course élites       | Twan van Gendt      | Niek Kimmann     | Sylvain André      |
| Course juniors      | Tatyan Lui-Hin-Tsan | Oliver Moran     | Nathanaël Dieuaide |
| Épreuves féminines  |                     |                  |                    |
| Course élites       | Alise Willoughby    | Laura Smulders   | Axelle Étienne     |
| Course juniors      | Jessie Smith        | Agustina Cavalli | Zoé Claessens      |

## Tableau des médailles
| Rang  | Nation           | Or | Argent | Bronze | Total |
| ----- | ---------------- | -- | ------ | ------ | ----- |
| 1     | Pays-Bas         | 1  | 2      | 0      | 3     |
| 2     | France           | 1  | 0      | 3      | 4     |
| 3     | États-Unis       | 1  | 0      | 0      | 1     |
| 3     | Nouvelle-Zélande | 1  | 0      | 0      | 1     |
| 5     | Argentine        | 0  | 1      | 0      | 1     |
| 5     | Australie        | 0  | 1      | 0      | 1     |
| 7     | Suisse           | 0  | 0      | 1      | 1     |
| Total | Total            | 4  | 4      | 4      | 12    |